# Colin McRae Rally (seria)
Colin McRae Rally – seria trzynastu wyścigowych i rajdowych gier wideo produkowanych przez brytyjskie studio Codemasters, sygnowana nazwiskiem szkockiego kierowcy rajdowego Colina McRae. W Polsce pierwszą część wydała Cenega, następne cztery zostały wydane przez Cdp.pl, DiRT i DiRT 2 przez Codemasters, a DiRT 3 i DiRT Showdown (w 2012 roku) przez Licomp Empirical Multimedia.
W polskich wersjach językowych całej serii gier jako piloci udzielali głosu przede wszystkim zwykli kierowcy rajdowi, m.in. Krzysztof Hołowczyc, Janusz Kulig i Leszek Kuzaj. W oryginalnej wersji językowej głosu udzielali zawodowi piloci: Derek Ringer (przez pierwsze trzy części) i Nicky Grist (przez następne dwie). Gry z tego cyklu traktowały przede wszystkim o zawodach WRC i pozwalały pokierować znanymi samochodami występującymi w mistrzostwach, m.in. Subaru Imprezą WRC, Mitsubishi Lancer Evolution, Fordem Focusem WRC czy Citroënem Xsarą WRC.

## Gry z serii
- Colin McRae Rally (1998)
- Colin McRae Rally 2.0 (2000)
- Colin McRae Rally 3 (2002)
- Colin McRae Rally 04 (2003)
- Colin McRae Rally 2005 (2004)
- Colin McRae: Dirt (2007)
- Colin McRae: Dirt 2 (2009)
- Dirt 3 (2011)
- Dirt Showdown (2012)[1]
- Colin McRae Rally (Remastered) (2014)
- Dirt Rally (2015)
- Dirt 4 (2017)
- Dirt Rally 2.0 (2019)
- Dirt 5 (2020)[2]

## DiRT
W 2007 roku twórcy zaczęli w nazwach gier dodawać frazę DiRT, zmieniając jednocześnie koncepcję. Zadaniem gracza jest branie udziału w imprezach rajdowych w różnych miejscach na świecie. W częściach: Colin McRae: DiRT oraz DiRT 2 znalazło się kilka tras umiejscowionych w scenerii pustynnej. Pojawiły się także samochody terenowe oraz buggy.
DiRT 3 został ogłoszony jako "powrót do korzeni". Dodano także tryb Gymkhana, w którym należy wykonywać sztuczki, tj. skoki, donuty, bączki.
24 maja 2012 został wydany DiRT Showdown, będący spin-offem serii. Celem gry jest oprócz ścigania się, niszczenie samochodów rywali.
27 kwietnia 2015 udostępniono wczesną wersję gry Dirt Rally na platformie Steam.

## Kontynuacja Colin McRae Rally
30 lipca 2014 r. został wydany Colin McRae Rally, będący remakiem Colin McRae Rally 2.0. W porównaniu do 2.0 została ulepszona grafika oraz dźwięki gry. Wszystkie pojazdy i trasy zostały przeportowane z PlayStation do PC, Mac oraz Android i iOS.